# Cyclamen coum

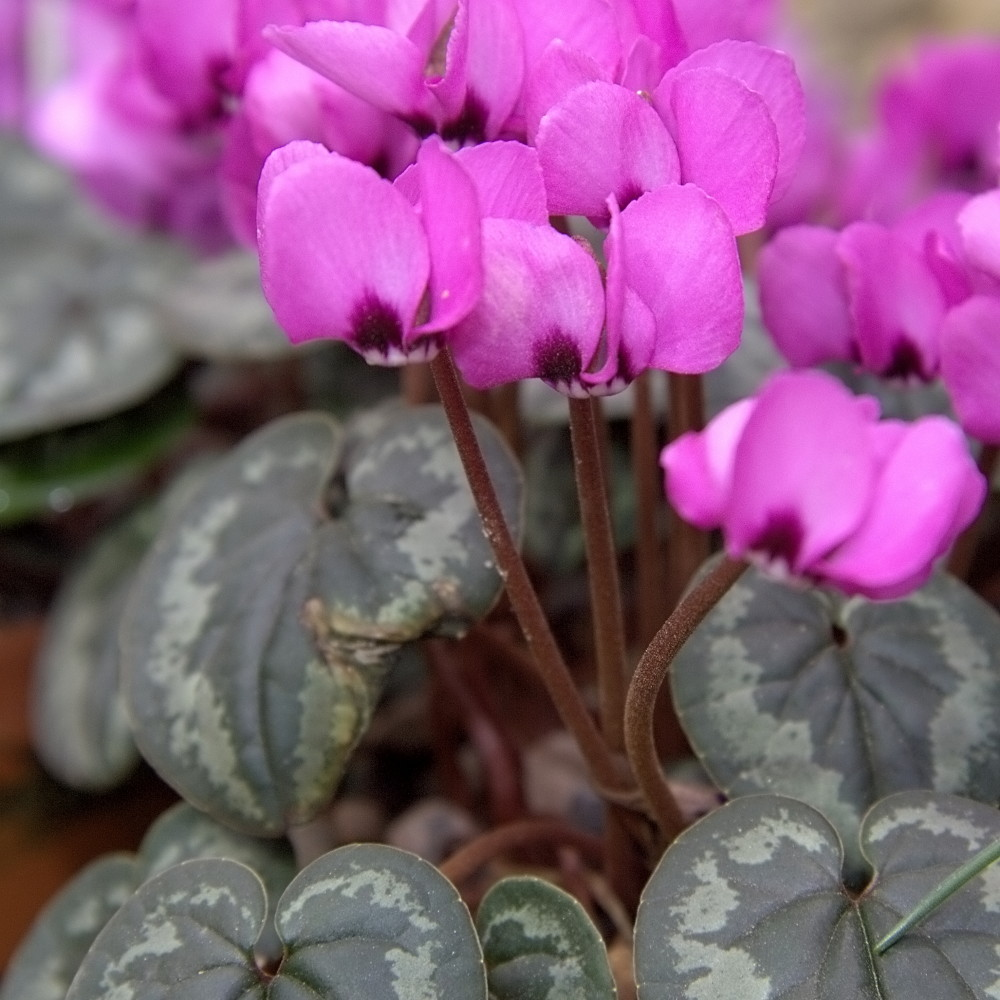
Detalle.

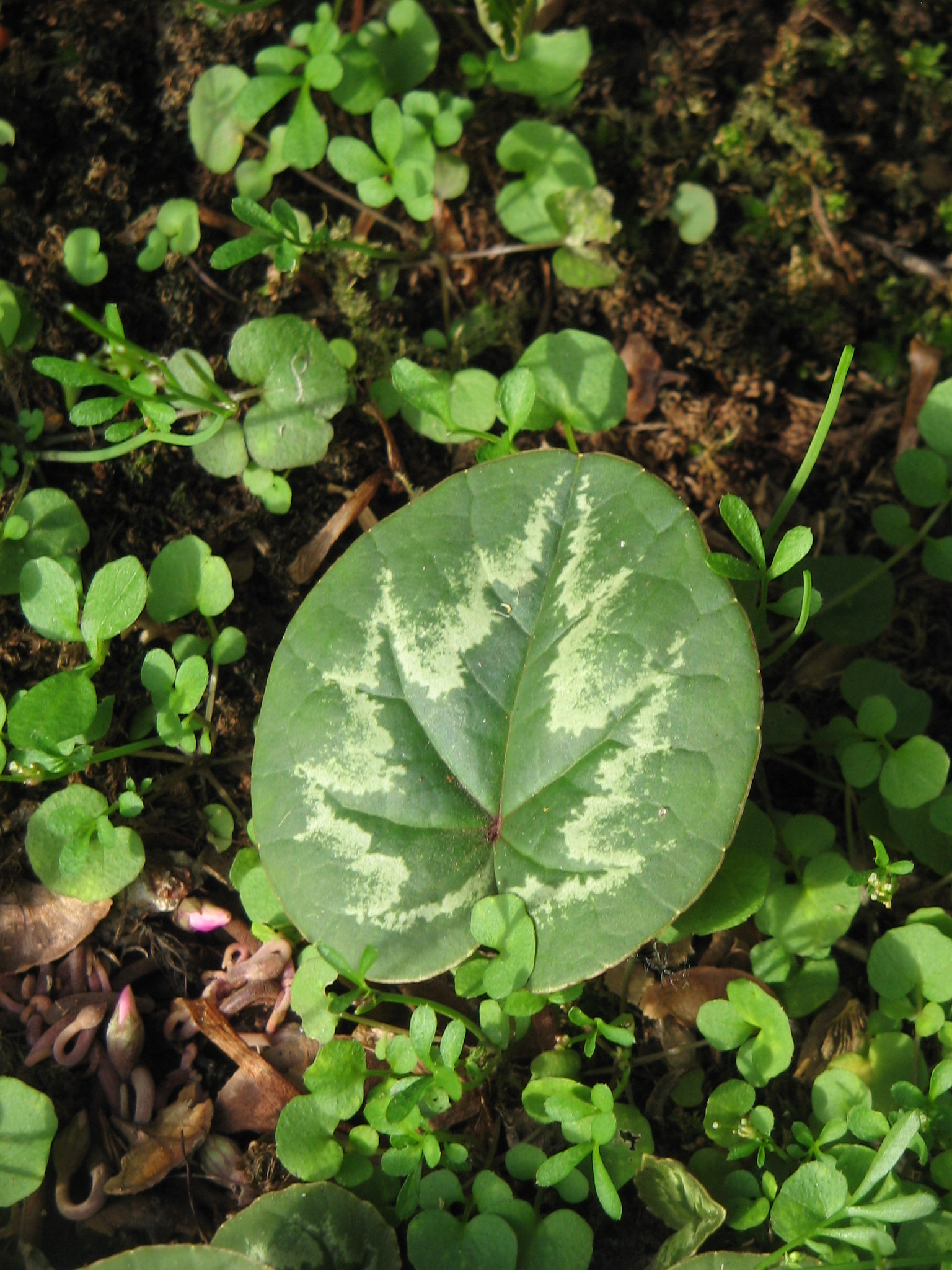
Hoja.

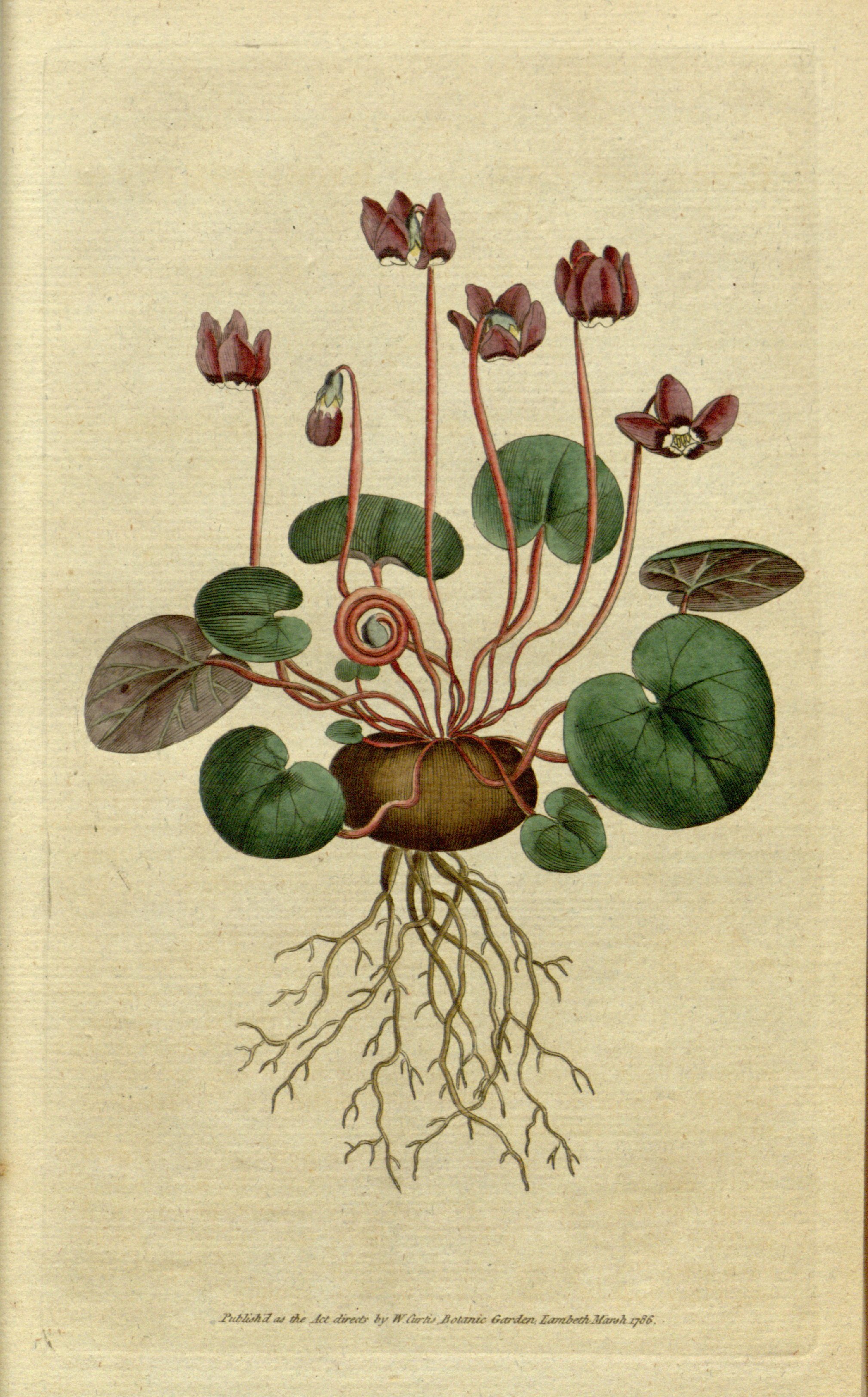
Ilustración

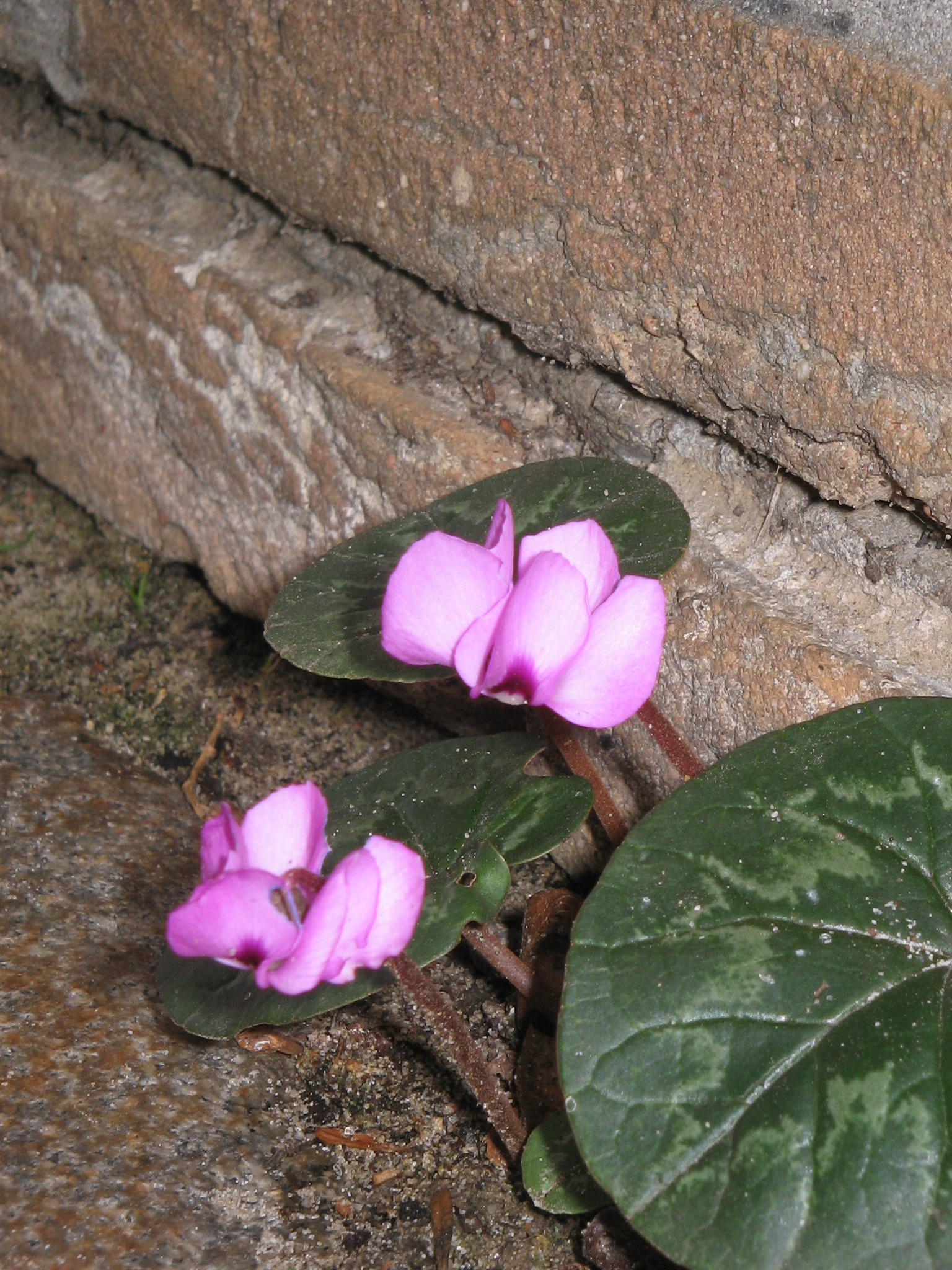
Vista de la planta en su hábitat

Cyclamen coum Mill. es una especie de planta bulbosa de la familia Primulaceae, subfamilia Myrsinoideae. Más precisamente una especie del género Cyclamen, subgénero Gyrophoebe, series Pubipedia.

## Descripción
Es más pequeña y rechoncha que las otras especies del género.
El tubérculo produce raíces solamente desde el centro de su parte inferior.
Las hojas son planas y casi redondas o algo arriñonadas con el borde del limbo liso o suavemente dentado. Los pétalos son de color magenta, rosa o blanco, con una mancha oscura en la base y otras blancas o rosados por debajo. Florecen de invierno hasta primavera (diciembre-abril), y soporta muy bien las bajas temperaturas.

## Distribución y hábitat
Es presente en las montañas y las zonas costeras que bordean el sur y el este del Mar Negro, desde Bulgaria al oeste hasta Georgia y Crimea, república autónoma de Ucrania a al este. También crece en las montañas del Elburz, en Irán. Se extiende igualmente en el sur de Turquía, desde el Hatay al sur, hasta el Mediterráneo oriental a través de Siria y el Líbano e Israel.
Crece en lugares sombríos de bosques de coníferas y de árboles de hoja ancha y en matorrales, ocasionalmente entre raíces de árboles y rocas.

## Cultivo
La especie puede resistir temperaturas extremadamente bajas, hasta -28 °C durante tiempos prolongados. Puede crecer en ambiente abiertos o a la sombra, pero crece mejor en climas cálidos y de sombra. Sin embargo puede prosperar en macetas, con un "compost" bien drenado. La subespecie caucasicum es menos resistente.

## Taxones infraespecíficos aceptados
La principal diferencia entre las sub-especies está en la forma de las hojas, que pueden ser orbiculares o, al contrario, cordiformes con flores menos redondeadas y más largas. También, las diversas sub-especies tienen una repartición geográfica diferente, y cada una está bastante localizada.
- Cyclamen coum subsp. caucasicum (K.Koch) O.Schwarz - Hojas cordiformes, más largas que anchas; lóbulos de los pétalos 1,2-2,5 cm de largo, con "ojos" de color rosado pálido a  oscuro, raramente blanco. Limbo de la hoja nunca lobulada, aunque generalmente ligeramente dentada o festonada; lóbulos de los pétalos de 1,2-2 cm de largo.

- Cyclamen coum subsp. elegans (Boiss. & Buhse) Grey-Wilson - Hojas cordiformes, más largas que anchas; lóbulos de los pétalos 1,2-2,5 cm de largo, con "ojos" de color rosado pálido a  oscuro, raramente blanco. Limbo de la hoja generalmente algo lobulada hasta toscamente dentada; lóbulos de los pétalos de 1,8-2,5 cm.

- Cyclamen coum subsp. coum Mill. -  Hojas de contorno redondo hasta arriñonado, tan largas como anchas; lóbulos de los pétalos de 0,8-1,4 cm de largo, con ocasionalmente "ojos" de color blanco o rosado muy pálido.

Además, esta última subespecie ha sido a su vez dividida en 3 formas acorde al color de los pétalos:
- forma coum: flores de color rosa a magenta, con una mancha oscura en la base de cada lóbulo de los pétalos.
- forma albissimum: flores de color blanco puro sin ninguna mancha.
- forma pallidum: flores blancas o rosa muy pálido, con una marca muy oscura en la base de los pétalos.[2]

## Taxonomía
Cyclamen coum fue descrita por Boiss. & Heldr. y publicado en Diagnoses Plantarum Orientalium Novarum 11: 78. 1849.
Etimología
Ver: Cyclamen
coum: epíteto geográfico que  se refiere más probablemente a Koa (una antigua región del este de Cilicia, ahora parte de Armenia y del sureste de Turquía), que a la Isla de Cos (Cous, -a, -um en latín, del griego Κώος), donde la especie no crece. Philip Miller no es nada explícito sobre el locus typicus de la especie, pero escribe Coum con mayúscula, lo que significa que se refiere a un nombre propio de lugar o de persona, como era costumbre en esta época.
Sinonimia
- Cyclamen apiculatum Jord.
- Cyclamen brevifrons Jord.
- Cyclamen coum f. albissimum R.H.Bailey & al.
- Cyclamen coum subsp. hiemale O.Schwarz
- Cyclamen coum f. pallidum Grey-Wilson
- Cyclamen durostoricum Pantu & Solacolu
- Cyclamen hiemale Hildebr.
- Cyclamen hyemale Salisb.
- Cyclamen kusnetzovii Kotov & Czernova
- Cyclamen orbiculatum Mill.
- Cyclamen vernale K.Koch
- Cyclaminus coa Asch.
- Cyclaminus coum (Mill.) Bergmans[6]